# Hannes Westermann

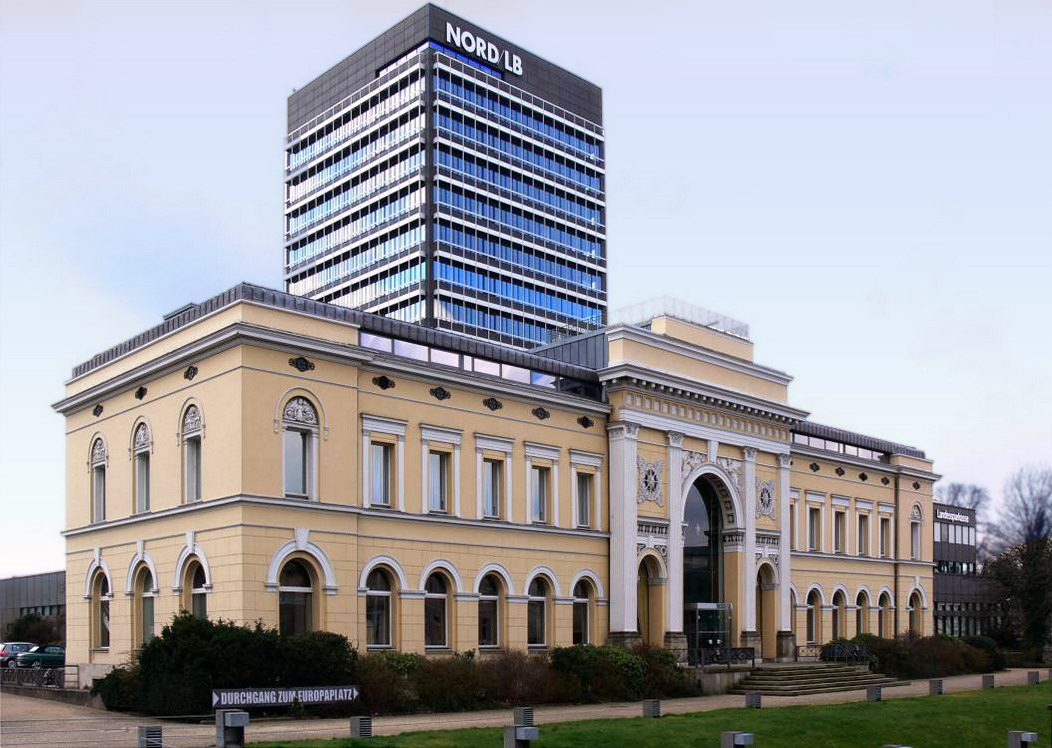
Braunschweig: Neubau der NORD/LB und Kopfgebäude des Alten Bahnhofs

Hannes Westermann (* 17. September 1912 in Braunschweig; † 22. Februar 1989 in Berlin) war ein deutscher Architekt.

## Leben und Werk
Nach Erhalt der Hochschulreife an der Braunschweiger Gaußschule studierte Westermann Architektur an der Technischen Hochschule Braunschweig, wo er Schüler von Carl Mühlenpfordt (1878–1944) war. Nach Aufenthalten in Italien und Frankreich wurde er von 1936 bis 1939 Mitarbeiter im Architekturbüro von Friedrich Wilhelm Kraemer (1907–1990) in Braunschweig. Der Freilassung aus der Kriegsgefangenschaft folgte 1947 eine Tätigkeit als selbständiger Architekt in seiner Heimatstadt, wo die Mehrzahl seiner Entwürfe umgesetzt wurde. Beispiele für sein überregionales Wirken sind das Eishockeystadion in Braunlage und das Verwaltungsgebäude der Eisen & Stahl in Hannover.
Westermann starb 1989 im Alter von 76 Jahren in Berlin.

### Wirken in Braunschweig
Umgestaltung des Alten Bahnhofs
Westermanns bedeutendste Arbeit, die auch internationale Anerkennung erhielt, war die Errichtung eines Neubaus für die damalige Braunschweigische Staatsbank (seit 1970 NORD/LB) in den Jahren 1963 bis 1966. Dabei wurde die verbliebene Nordfassade des von Ottmer entworfenen und 1843 bis 1845 errichteten spätklassizistischen Bahnhofsgebäudes mit einbezogen, welches während des Zweiten Weltkriegs stark zerstört worden war.
Weitere Bauten
Westermann entwarf den Umbau der Norddeutschen Landesbank in der Dankwardstraße, das 1983 eröffnete Jüdische Gemeindehaus in der Steinstraße und den Ausbau des 1884 errichteten Alten Sudhauses des Hofbrauhauses Wolters.

## Ehrungen
- Westermann war viermaliger Träger des Peter-Joseph-Krahe-Preises der Stadt Braunschweig, den er
  - 1956 für ein zweigeschossiges Wohnhaus am Inselwall 6,
  - 1960 für das Altersheim Okerstraße,
  - 1966 für den Umbau des Alten Bahnhofs
  - und 1982 für die Wohnanlage in der Frankfurter Straße erhielt.
- Im Jahre 1970 bekam er den Preis der Bayerischen Akademie der Schönen Künste,
- 1973 den Reynolds-Memorial-Award des Institute of Architecture in Washington
- und 1976 den BDA-Preis Niedersachsen verliehen.